# Southern West Virginia King's Warriors
El Southern West Virginia King's Warriors es un equipo de fútbol de los Estados Unidos que juega en la USL Premier Development League, la cuarta liga de fútbol más importante del país.

## Historia
Fue fundado en el año 2012 en la ciudad de Forrest Hill, West Virginia como uno de los clubes de expansión de la USL Premier Development League para la temporada 2012. El club es propiedad de la Christian sports ministry of The Nehemiah Group, Inc., la cual está afiliada a la Countryside Baptist Church de Virginia Occidental.

## Estadios
- YMCA Paul Cline Memorial Youth Sports Complex, Berkeley, West Virginia (2012-13)[1]
- East River Soccer Complex, Bluefield, West Virginia (2014-)[3]